# How Will I Know
"How Will I Know" là một bài hát của nghệ sĩ thu âm người Mỹ Whitney Houston nằm trong album phòng thu đầu tay của cô mang tên chính mình (1985). Nó được phát hành như là đĩa đơn thứ ba trích từ album vào ngày 22 tháng 11 năm 1985 bởi Arista Records. "How Will I Know" được đồng sáng tác bởi George Merrill và Shannon Rubicam, và dự định sẽ do Janet Jackson thể hiện nhưng cô đã bỏ qua bài hát, trước khi Houston tiếp cận nó và quyết định thu âm cho album đầu tay với những sự thay đổi về nội dung lời bài hát và sản xuất của Narada Michael Walden, cộng tác viên quen thuộc xuyên suốt sự nghiệp của nữ ca sĩ. Được ghi nhận như là sự khác biệt so với những tác phẩm còn lại của Whitney Houston mang hơi hướng ballad, đây là một bản synth-funk và dance-pop mang nội dung đề cập đến việc một cô gái đang cố gắng phân định xem liệu chàng trai mà cô yêu mến ngay từ lần gặp đầu tiên có thực sự thích cô và sẽ đáp lại tình cảm đó không.
Sau khi phát hành, "How Will I Know" nhận được những phản ứng tích cực từ các nhà phê bình âm nhạc, trong đó họ đánh giá cao giai điệu hấp dẫn, chất giọng của Houston cũng như quá trình sản xuất nó, đồng thời gọi đây là một bản nhạc đột phá từ album. Bài hát cũng tiếp nhận những thành công vượt trội về mặt thương mại, đứng đầu bảng xếp hạng ở Canada và lọt vào top 10 ở nhiều thị trường nó xuất hiện, bao gồm vươn đến top 5 ở những thị trường nổi bật trên thế giới như Úc, Phần Lan, Ireland, Na Uy, Thụy Điển và Vương quốc Anh, cũng như xuất hiện trong top 20 ở Hà Lan, New Zealand và Thụy Sĩ. Tại Hoa Kỳ, "How Will I Know" đạt vị trí số một trên bảng xếp hạng Billboard Hot 100 trong hai tuần liên tiếp, trở thành đĩa đơn quán quân thứ hai trong sự nghiệp của Houston tại đây. Ngoài ra, nó cũng nằm trong chuỗi bảy đĩa đơn liên tục đứng đầu bảng xếp hạng của nữ ca sĩ trên Hot 100, giúp cô nắm giữ kỷ lục cho nghệ sĩ có nhiều đĩa đơn quán quân liên tiếp nhất trong lịch sử bảng xếp hạng.
Video ca nhạc cho "How Will I Know" được đạo diễn bởi Brian Grant, trong đó bao gồm những cảnh Houston hát và nhảy múa trong một căn phòng với những tấm màn nhiều màu sắc. Nó đã giúp nữ ca sĩ thành công trong việc tiếp cận khán giả trẻ và MTV, và nhận được hai đề cử tại giải Video âm nhạc của MTV năm 1986 cho Video xuất sắc nhất của nữ ca sĩ và Nghệ sĩ mới xuất sắc nhất, và chiến thắng hạng mục đầu tiên. Để quảng bá bài hát, Houston đã trình diễn "How Will I Know" trên nhiều chương trình truyền hình và lễ trao giải lớn, bao gồm giải Video âm nhạc của MTV năm 1986, giải thưởng Âm nhạc Mỹ năm 1986 và giải Brit năm 1987, cũng như trong nhiều chuyến lưu diễn của cô. Kể từ khi phát hành, bài hát đã được hát lại bởi nhiều nghệ sĩ, như Pentatonix, Ariana Grande, Sam Smith và dàn diễn viên của Glee, cũng như xuất hiện trong nhiều album tuyển tập của Houston, như Whitney: The Greatest Hits (2000) và I Will Always Love You: The Best of Whitney Houston (2012).

## Danh sách bài hát
- Đĩa 7"[1]

1. "How Will I Know" – 4:32
2. "Someone For Me" – 4:57

- Đĩa 12"[2]

1. "How Will I Know" (Dance phối) – 6:10
2. "Saving All My Love For You" – 3:55
3. "How Will I Know" (Dub phối) – 5:36

## Xếp hạng
| Bảng xếp hạng (1985-86)                  | Vị trí cao nhất |
| ---------------------------------------- | --------------- |
| Úc (Kent Music Report)                   | 2               |
| Áo (Ö3 Austria Top 40)                   | 28              |
| Bỉ (Ultratop 50 Flanders)                | 28              |
| Canada (RPM)                             | 1               |
| Phần Lan (Suomen virallinen lista)       | 5               |
| Đức (Official German Charts)             | 26              |
| Ireland (IRMA)                           | 3               |
| Hà Lan (Dutch Top 40)                    | 12              |
| Hà Lan (Single Top 100)                  | 12              |
| New Zealand (Recorded Music NZ)          | 19              |
| Na Uy (VG-lista)                         | 2               |
| Thụy Điển (Sverigetopplistan)            | 2               |
| Thụy Sĩ (Schweizer Hitparade)            | 11              |
| Anh Quốc (OCC)                           | 5               |
| Hoa Kỳ Billboard Hot 100                 | 1               |
| Hoa Kỳ Adult Contemporary (Billboard)    | 1               |
| Hoa Kỳ Dance Club Songs (Billboard)      | 3               |
| Hoa Kỳ Hot R&B/Hip-Hop Songs (Billboard) | 1               |

| Bảng xếp hạng (1986)                 | Vị trí |
| ------------------------------------ | ------ |
| Australia (Kent Music Report)        | 67     |
| Canada (RPM)                         | 17     |
| Finland (Suomen virallinen lista)    | 40     |
| Netherlands (Dutch Top 40)           | 127    |
| UK Singles (Official Charts Company) | 59     |
| US Billboard Hot 100                 | 6      |
| US Adult Contemporary (Billboard)    | 19     |
| US Hot Dance Club Songs (Billboard)  | 46     |
| US Hot R&B/Hip-Hop Songs (Billboard) | 29     |

| Bảng xếp hạng (1980-89) | Vị trí |
| ----------------------- | ------ |
| US Billboard Hot 100    | 113    |

| Bảng xếp hạng        | Vị trí |
| -------------------- | ------ |
| US Billboard Hot 100 | 520    |

## Chứng nhận
| Quốc gia | Chứng nhận | Số đơn vị/doanh số chứng nhận |
| --- | ---------- | ----------------------------- |
| Canada (Music Canada) | Vàng       | 50.000^                       |
| Anh Quốc (BPI) | Bạc        | 250.000^                      |
| Hoa Kỳ (RIAA) | Bạch kim   | 1.000.000‡                    |
| * Chứng nhận dựa theo doanh số tiêu thụ. ^ Chứng nhận dựa theo doanh số nhập hàng. ‡ Chứng nhận dựa theo doanh số tiêu thụ và phát trực tuyến. |            |                               |